# Nox (игра)
Nox (Нокс; от лат. ночь, мрак) — компьютерная игра в жанре Action/RPG, разработанная компанией Westwood Studios (автором большинства идей игры был Майкл Бут) и изданная Electronic Arts 19 февраля (16 февраля в США) 2000 года исключительно для PC. В России официально издана не была.
Действие игры происходит в вымышленном фэнтезийном мире Нокс. Главный герой, землянин Джек Мауэр, попадает туда через портал, который открывает Гекуба, королева Некромантов, желающая получить Сферу — мощный магический артефакт, служащий предметом декорации в трейлере Джека. В Ноксе Джека встречает легендарный Джандор, в прошлом воин, победивший армию некромантов, и начинает направлять его на пути становления героя, которому предстоит спасти этот мир. В игре доступно три класса: воин, колдун и маг; прохождение за каждый класс отличается сюжетными поворотами, для каждого класса существуют локации, на которых нельзя побывать, играя за другие.
Прозванная журналистами «клоном» или «убийцей Diablo», Nox получила в целом одобрительную критику и была хорошо принята игроками. Обозреватели высоко оценили качество графики, дизайна, удобный интерфейс и увлекательный геймплей, в то же время отмечая скоротечность одиночной кампании и малое количество инноваций (с другой стороны, оригинальная система видимости TrueSight и скоростной геймплей были признаны удачными находками). Всего было продано около 720 тысяч копий Nox.

## Игровой процесс
Игровой процесс Nox находится на стыке фэнтезийной Action-RPG с изометрической проекцией и шутера от третьего лица. Перед началом игры необходимо выбрать один из трёх классов персонажа:
- Воин (англ. Warrior) — самый сильный и быстрый класс, ему доступна тяжёлая броня и мощное вооружение. Однако воины не владеют магией, взамен которой используют пять специфических боевых приёмов. Независимость от маны и небольшой арсенал навыков делает воина самым простым для освоения персонажем[6][7][8].
- Колдун (или чародей; англ. Conjurer) — обладает способностью подчинять встречающихся существ своей воле или призывать монстров магией; обзаведясь такой поддержкой, колдун может выиграть битву, не нанеся ни одного удара — за него это сделают его подопечные. Кроме того, колдун владеет множеством мощных заклинаний, а также способен использовать лёгкие доспехи, луки и арбалеты.
- Маг (англ. Wizard) — уступает воину и чародею в силе и скорости, однако обладает наибольшим запасом маны и наиболее богатым арсеналом разнообразнейшей магии, а также может создавать ловушки, которые при срабатывании выпускают три заклинания, вложенные в них при создании. Это позволяет компенсировать недостаток в физической силе и скорости, но делает персонажей этого класса полностью зависимыми от маны, без которой маг очень уязвим. Маг считается самым трудным в освоении классом в Nox, но его потенциал чрезвычайно высок[6][7].

Выбрав класс и настроив внешность персонажа, игрок начинает управлять героем, который движется по определённому линейному маршруту и последовательно выполняет квесты, объединённые в 11 глав. По пути открывая новые локации, сражаясь с врагами, взаимодействуя с неигровыми персонажами, протагонист постепенно набирает очки опыта и переходит на новые уровни, овладевает новыми навыками, совершенствует свою экипировку и вооружение. Количество снаряжения, которое может нести герой, ограничено только массой; большинство предметов разрушимы (исключение - одежда и обувь Джека: в мире Нокс они стали неразрушимы), на некоторые наложены чары, придающие вещам дополнительные свойства (например, защиту от молнии для брони или огненную атаку для оружия). Периодически главный герой действует совместно с управляемыми компьютером неигровыми персонажами, но большую часть пути Джек проходит один. Важнейший параметр героя — очки здоровья, при снижении которых до нуля персонаж гибнет. Два из трёх классов персонажей имеют также ману, позволяющую использовать магию; мана восстанавливается автоматически, с помощью зелий или при нахождении около кристаллов маны.
Однако несмотря на присутствие этих элементов ролевой игры, основа Nox — быстрые и требующее значительного навыка бои, а интерфейс позволяет очень быстро контролировать почти любые действия персонажа, что характерно для шутеров и отличает Nox от таких Hack and Slash, как, к примеру, Diablo. Управление персонажем осуществляется преимущественно мышью, однако многие команды для более быстрого к ним доступа дублируются горячим клавишами. Другая особенность управления — наличие панелей умений; маг и чародей, владеющие большим числом навыков, могут разместить на каждой из пяти своих панелей по пять заклинаний, таким образом существенно расширяя свой боевой арсенал. Это имеет важное значение, так как возможность комбинировать заклинания в бою — ключевая особенность Nox. Ещё одной характерной деталью игры является то, что главный герой произносит все заклинания вслух. Формулы заклинаний представляют собой комбинации слогов (всего таких слогов в Nox восемь, каждому соответствует определённый жест), к примеру, заклинание «Огненный Шар» звучит как дзо-дзо-айн; в сетевой игре это позволяет опытным игрокам, знающим многие формулы наизусть, реагировать на заклинание ещё до того, как оно будет завершено. Спектр противников в игре довольно широк и включает в себя как людей (разбойников или членов враждебной классу персонажа фракции), так и различных монстров: гигантских животных, нежить, демонов, бехолдеров и прочих существ сеттинга из настольной игры Подземелья и драконы, нападающих как в одиночку, так и группами. Некоторые враги способны применять мощную магию. Искусственный интеллект врагов на момент выпуска игры был достаточно продвинутым: монстры способны подбирать пищу, чтобы вылечиться, а после тяжёлого ранения пытаются убежать, стрелки бьют с упреждением и стараются держать дистанцию.
В игре реализовано как автоматическое сохранение при переходе между локациями, так и ручное, доступное в любой момент игры (кроме тех, в которые проигрываются скриптовые сцены). Настройки сложности в Nox нет.
Несмотря на то, что уже на момент разработки игры активно развивались трёхмерные графические технологии, Nox использует двухмерную спрайтовую графику, не требующую наличия 3D-ускорителя и реализуемую исключительно программными средствами. Технической особенностью движка игры является система TrueSight, позволяющая имитировать поле зрения: области карты, которые не должны быть видны персонажу физически, скрываются тенью (к примеру, нельзя увидеть, что происходит за углом), где могут прятаться враги. Тем не менее, часть объектов после того, как они пропадают из поля зрения, короткое время остаются видны на фоне тени; это символизирует запоминание персонажем их расположения. Кроме того, Nox отличается довольно реалистичной физической моделью; большая часть предметов, расположенных на карте, могут быть перемещены, некоторые объекты разрушимы. На этой реалистичности построены некоторые моменты сюжета: к примеру, герою преграждает путь стена огня, и чтобы потушить её, он должен притащить несколько бочек с водой.

## Многопользовательская игра
Nox предусматривает возможность сетевой игры по локальной сети или с использованием сервиса Westwood Online, для игры через который после выпуска Nox компанией Westwood было создано несколько выделенных серверов. В октябре 2005 года Electronic Arts передала обязанности по поддержке игр, работающих с использованием Westwood Online (в том числе и Nox), системе XWIS, созданной в 2003 году взамен рейтинговой системы XCC Community Ladder, прекратившей функционирование после ликвидации Westwood. Поклонники Nox до сих пор играют в неё в многопользовательском режиме, используя эмуляторы локальной сети (Hamachi, pLAN, GameRanger), серверы XWIS или прямое подключение к игре при известном IP-адресе сервера и использовании специально модифицированного клиента.
В отличие от многих других CRPG (к примеру, Diablo, Baldur’s Gate, Icewind Dale), Nox предлагает не кооперативное прохождение кампании, а режимы сетевой игры, в которых игроки противостоят друг другу или совместно сражаются с монстрами на специально созданных картах. Большинство многопользовательских режимов игры (кроме захвата флага и флагбола) допускает как индивидуальный, так и командный бой, победа присуждается игроку (или команде), первым набравшему установленное сервером количество очков, или по истечении лимита времени. Отсутствие кооперативного режима исполнительный продюсер Джон Хайт объяснил нехваткой времени и незанятостью ниши между FPS (такими как Quake) и кооперативными ролевыми играми. Такой подход, а также чрезвычайно высокий темп игры, предъявляющий значительные требования к меткости и реакции игроков, приближает мультиплеер Nox к шутеру. Более того, Хайт заявлял, что с самого начала рассматривал Nox как фэнтезийный шутер от третьего лица. С другой стороны, Nox отличает многообразие приёмов и тактик разных классов, нехарактерное для игр в жанре Action.

### Режимы сетевой игры
- Арена (англ. Arena) — классический Deathmatch, в котором игроки должны уничтожать друг друга для зарабатывания очков.
- Царь горы (англ. King of the Realm) — в этой версии "Арены" очки набирает только игрок, владеющий короной («король») — специальным предметом, появляющимся в начале игры в определенной точке. В командной игре корону со стартом партии получают по одному случайному игроку из каждой команды.
- Изгнание (англ. Elimination) — вариация режима Last Man Standing: очки игрокам присуждаются за собственную смерть, а не за убийство противника. Погибнув установленное количество раз за одну игру, игрок считается изгнанным и до конца партии лишается возможности респауна. Выигрывает последний избежавший изгнания игрок.
- Захват флага (англ. Capture the Flag) — в этом режиме игроки должны защитить флаг своей команды и принести к нему флаг противника. Игрок, взявший флаг, отмечается на карте и лишается возможности использовать некоторые умения (к примеру, заклинания телепортации и невидимости»). В Nox есть возможность хорошо укрепить свою базу, используя призыв монстров чародеем, ловушки и стены мага — это сильно осложняет прорыв обороны и делает этот режим настолько интересным, что, по мнению Джона Хайта, он был бы достоин полноценной отдельной игры[10].
- Флагбол (англ. Flagball) — нечто среднее между CTF и футболом, также этот режим похож на bombing run из Unreal Tournament: Игроки каждой команды должны захватить мяч и донести (или добросить) его до флага команды противника, в том числе передавая его партнёрам по команде. При этом разрешено использовать почти все навыки и заклинания.
- Чат (англ. Chat) — в этом режиме игры пользователи могут общаться, при этом не опасаясь, что их убьют (все заклинания, умения и возможность атаки отключены). Хозяин игры в этом режиме может изменять различные настройки следующих партий: режим, карту, командный или индивидуальный бой, ограничение фрагов и т. д.
- Nox Quest — доступен при установке одноимённого обновления. В отличие от прочих режимов мультиплеера, персонажи появляются без каких-либо навыков и должны добывать книги для их изучения в бою. При прохождении Nox Quest игроку или группе игроков приходится сражаться на уровнях-лабиринтах, сильно превосходящих по размеру обычные карты для сетевой игры, чтобы добраться до ворот, которые перенесут их на следующий уровень. Прохождение осложняют монстры, генерируемые специальными колоннами до уничтожения последних, сложная архитектура уровней с большим количеством ответвлений и ловушек, а также утрата предметов, умений и золота после исчерпания всех Экстра-Жизней. После перехода на каждый следующий уровень игроки попадают в безопасную область с торговцем, у которого могут пополнить снаряжение или сбыть найденные предметы. Также отличительной особенностью является полное сохранение персонажа по завершении уровня — это позволяет начать новую игру не собирая все предметы и умения заново.

## Сюжет
Действие Nox разворачивается в одноимённом вымышленном мире, который создатели игры сравнивали с «Землёй эпохи Возрождения с магией» (англ. renaissance Earth with magic). Сюжет практически полностью линеен (хотя присутствуют не влияющие на развитие основной истории второстепенные квесты) и состоит из кампании длительностью в 11 глав, которые можно условно разделить на классовые (имеющие уникальные для каждого класса название и сюжет — первые три и финальная) и общие (сюжетные повороты в которых при прохождении разными классами различаются в меньшей степени).
Сюжет развивается с помощью диалогов с неигровыми персонажами, скриптовых сцен и рассказов Капитана между заданиями.

### Ключевые персонажи
- Джек Мауэр (англ. Jack Mower) — основной персонаж игры, землянин из XX века. Ничем не выделяющийся молодой человек: живёт в трейлере со своей девушкой по имени Тина, смотрит рестлинг, работает автослесарем (может «с закрытыми глазами» перебрать двигатель Chevrolet 350). Случайно оказывается затянутым в Нокс вместе со Сферой, которая стояла на его телевизоре, и становится спасителем этого мира[14]. Первоначально предполагалось, что главного героя будут звать Боб[10].
- Капитан воздушного корабля (англ. Airship Captain) — пожилой Капитан оказывается первым жителем Нокса, которого встречает Джек, перенесённый порталом на воздушный корабль. В игре выступает как наставник и проводник Джека, давая мудрые советы и перемещая его между некоторыми локациями. Капитана очень уважают в Ноксе, но его мало кто по-настоящему знает. В процессе игры Капитан признаётся, что он и есть легендарный воин Джандор (англ. Jandor), который сумел победить армию нежити с помощью Посоха Забвения, поместив души некромантов в Сферу и принеся тем самым людям победу в войне с некромантами. Когда жители Нокса стали проявлять недоверие к герою и страх перед его могучим оружием, Джандор разделил Посох Забвения на части, а сам исчез, позже став известным под маской эксцентричного Капитана. На момент начала игры он проводит своё время, приглядывая за событиями в Ноксе с воздуха, хотя некоторые жители полагают, что Джандор давно погиб или обосновался в дальних странах[14].
- Гекуба (англ. Hecubah) — королева некромантов, главный антагонист игры. Во время Войны некромантов она была ещё ребенком, и Джандор пожалел её, отдав на воспитание ограм. Повзрослев, она решила захватить весь Нокс, для чего вызвала из мира людей Сферу, содержащую души некромантов, с помощью которой собиралась оживить армии мертвецов[14]. Гекуба является главным отрицательным персонажем игры, и финальный бой игрок ведёт именно с ней за все три класса.
- Ужасающий (англ. Horrendous) — суровый глава Рыцарей Пламени крепости Дан Мир. Ужасающий занимается тренировкой рыцарей и даёт несколько заданий в кампании воина. Он обречён на постоянные сравнения с Джандором, что чрезвычайно раздражает Командующего. Ужасающий владеет мощным оружием, Алебардой Ужасающего — основой Посоха Забвения, что и приводит к его гибели от рук Гекубы; в случае игры за мага Ужасающий погибает от рук самого игрока, так как у магов и воинов извечная вражда[14].
- Колдун Алдвин (англ. Aldwyn the Conjurer) — знаменитый герой Войны некромантов, мастер-колдун живёт отшельнической жизнью в небольшой хижине на востоке от деревни Икс, проводя всё своё время в изучении повадок диких животных. Также помогает священникам в храме Икс, наблюдая за третьим компонентом Посоха Забвения — Роковым зверем (англ. Wierdling). Он выступает учителем Джека в кампании за чародея, кроме того, при игре за любой класс Алдвин даёт персонажу ключ от ворот Храма Икс[14].
- Архимаг Хорват (англ. Horvath the Arch-Wizard) — величайший маг Нокса. Хорват был одним из создателей Посоха Забвения и в знак благодарности получил высокий пост в Башне иллюзий. Он живёт в Замке Галава, тренируя учеников, руководя общиной магов, которые проживают на территории замка и охраняя Сердце Нокса (англ. Heart of Nox), вторую составляющую Посоха Забвения. В кампании мага главный герой поступает в ученики Хорвата и через некоторое время вынужден спасать учителя, кроме того, у Хорвата получает несколько заданий чародей. При игре за мага и колдуна гибнет в бою с Гекубой, защищая Сердце Нокса; в кампании воина не фигурирует. В ранней версии сценария героем, победившим некромантов на поле Бесстрашия, был именно Хорват[10]; позже эта роль была отведена Джандору[14].
- Морган Легкопалый (англ. Morgan Lightfingers) — опасный преступник, с которым можно встретиться любым персонажем, но поймать его нужно только магом, в то время как воину он помогает бежать из заключения в темнице Галавы, а колдуном можно дёшево купить у него лук, чтобы участвовать в соревновании лучников деревни Икс[8].
- Зельедел Мордвин (англ. Mordwyn the Druggist) — брат Алдвина, живущий в маленькой хижине на Болотах, изучая свойств трав и изготовляя свои разнообразные зелья[14]. При встрече с ним герой получает уникальные для своего класса предметы.
- Мэр Теогрин (англ. Mayor Theogrin) — мэр деревни Икс, страдающий арахнофобией. Колдун в начале игры должен вызволить мэра из плена пауков, которые заполонили его дом, воин же получает задание вернуть скипетр мэра, который украли урчины.

### Предыстория и завязка
Предыстория мира Nox, рассказываемая во время установки игры, описывает вражду двух народов — некромантов, обитавших на севере, и обычных людей с юга мира. За несколько десятилетий до описываемых игрой событий люди во главе с молодым воином Джандором, вооружённым могучим оружием — Посохом Забвения (англ. Staff of Oblivion) — разбили некромантов на поле Бесстрашия. Джандор пощадил только маленькую девочку по имени Гекуба, тайно отдав её на воспитание ограм. Однако после победы между людьми возникли противоречия на почве использования магии, приведшие к разделению на три фракции: воинов, чародеев и магов. Чтобы не возникло споров за обладание сверхоружием, Джандор разделил Посох Забвения на четыре компонента, три из которых были отданы на хранение трём группам, а четвёртый — Сфера (англ. Orb), содержащая души некромантов — был телепортирован архимагом Хорватом в другое время и место — Землю XX века.
Несмотря на старания Джандора, отношения между тремя выделившимися группами ухудшились, и на момент начала игры воины и маги находятся в состоянии, близком к холодной войне (хотя и те, и те поддерживают хорошие отношения с чародеями). Гекуба пропала в подростковом возрасте, узнала о своём происхождении, провозгласила себя королевой некромантов и занялась изучением чёрной магии.
Вступительный ролик демонстрирует Гекубу, использующую заклинание, чтобы вернуть Сферу в Нокс. Ей это удаётся, однако вместе со Сферой в Нокс попадает автослесарь Джек Мауэр (в доме которого артефакт стоял на телевизоре в качестве украшения), оказываясь на воздушном корабле.

### Классовые задания
- Начало кампании воина — капитан корабля высаживает Джека вблизи Дан Мир, крепости воинов, с советом найти главнокомандующего Ужасающего и учиться пути воина. Чтобы получить необходимое поручительство, Джек выполняет задание инженера Герхарда. Пройдя Испытание (представляющее собой нечто среднее между полосой препятствий и лабиринтом с монстрами), герой получает своё первое задание в статусе воина — найти и вызволить того же Герхарда, оказавшегося запертым в подземелье. Следующее задание Джеку даёт сам главнокомандующий — скипетр Теогрина, мэра деревни Икс, похитили урчины, а посланный на помощь воин пропал без вести. Игрок находит скипетр в берлоге урчинов, но встречает другого воина при смерти — тот только успевает сообщить Джеку, что встретил некроманта, как протагонист подвергается атаке скелетов. Отразив нападение, герой возвращается к Капитану.
- Начало кампании чародея — игрок начинает путь около деревни Икс; Джек должен найти мастера-чародея Алдвина, старого друга Капитана. Добравшись до деревни, персонаж видит, как некромант призывает гигантского паука, который пугает местных жителей, в том числе страдающего арахнофобией мэра Теогрина. Встретив Алдвина, Джек учится околдовывать существ и вызволяет Теогрина, после чего мастер-чародей направляет героя в шахты маны, заполонённые монстрами. Выручив оказавшихся в западне шахтёров и восстановив таким образом поставки маны в Галаву, Джек встречается с Капитаном на Перекрёстке.
- Начало кампании мага — Джек высаживается недалеко от жилища архимага Хорвата. Встретив героя, архимаг отправляет его на поиски своего ученика в берлогу урчинов. Джек находит ученика, но тот смертельно ранен и успевает только рассказать о нападении некроманта. Хорват берёт Джека в ученики и поручает землянину найти в подземной библиотеке Башни Иллюзий замка Галава два артефакта — Книгу Забвения и Амулет Ясности. Однако в библиотеке Джек становится свидетелем похищения Книги Забвения некромантом и пускается в погоню, в конце концов догоняя некроманта. Тот вызывает мага на бой, но проваливается в ловушку и гибнет. Джек забирает книгу, получает от архивариуса Амулет Ясности и относит их Хорвату, который отправляет ученика на новое задание — забрать у друга архимага, алхимика Страваса, Амулет Телепортации. Джек обнаруживает, что дом Страваса разгромлен, сам он убит, а амулет похищен. Вырвавшись из засады разбойников, маг находит их логово и возвращает амулет.

### Общие задания для всех классов
- Под полем Бесстрашия (англ. Beneath the Field of Valor) — обеспокоенный Капитан высаживает протагониста около гигантского склепа под Полем Бесстрашия и рассказывает ему историю победы над некромантами. Благодаря земному происхождению Джека Гекуба не может его магически почувствовать, поэтому Капитан отправляет героя в гробницу — выяснить, поднимает ли Гекуба мёртвых. В катакомбах Джек обнаруживает огромное количество нежити и застаёт саму королеву некромантов за поднятием зомби. Удивившись тому, что Джек подобрался к ней незамеченным, Гекуба уходит, оставляя игрока сражаться с одним из некромантов. Победив его, Джек пробивается сквозь нежить к другому выходу из склепа — около деревни Брин.
- Налёт огров на деревню Брин (англ. Ogre Raid at Hamlet Brin) — Джек появляется недалеко от деревни Брин, разрушенной нападением огров, и получает задание, которое не только важно само по себе, но и служит проверкой для героя — достоин ли он носить Посох Забвения. Если игрок проходит главу воином, то Капитан поручает ему спасти женщин, которых огры угнали в своё поселение; если чародеем — то Джек встречает Хорвата и должен вернуть магу украденный Амулет Телепортации; если магом — то Джек должен освободить из плена в Грок Торре самого Хорвата.
- Алебарда Ужасающего (англ. Halberd of Horrendous) — перед началом задания Капитан признаётся, что он и есть легендарный воин Джандор, который привёл людей к победе над некромантами. Теперь собрать Посох Забвения и повторить подвиг Джандора должен Джек, поэтому задание начинается недалеко от крепости Дан Мир, военачальник которой, Ужасающий, владеет Алебардой — основой посоха. При прохождении за воина или чародея Дан Мир оказывается наводнён нежитью, так что герою приходится пробиваться к Цитадели через мертвецов с помощью Рыцарей Пламени. Добравшись до тронного зала, герой становится свидетелем поединка Гекубы и Ужасающего. Гекуба с лёгкостью побеждает, и один из некромантов забирает Алебарду. Джек пускается в погоню за некромантом, уничтожает его и забирает легендарное оружие. В случае игры за мага Джек не может просто войти в Дан Мир из-за вражды магов и воинов, поэтому ему приходится сначала проникнуть в крепость через канализацию, затем пробиться к Ужасающему через охрану воинов и, наконец, убить самого главнокомандующего, чтобы забрать Алебарду.
- Сердце Нокса (англ. Heart of Nox) — Джеку предстоит получить второй компонент Посоха Забвения — артефакт под названием Сердце Нокса, хранящийся в замке Галава, у магов Башни Иллюзий. Если игрок выполняет миссию воином, то только зайдя в город, он попадает в тюрьму, из которой ему помогает бежать преступник Морган Лёгкие Пальцы (этого можно избежать, перебив стражу города, пришедшую арестовывать героя). В Башне Иллюзий Джек прокладывает себе дорогу, убивая магов, и забирает Сердце Нокса. При прохождении за чародея Башня Иллюзий заполнена ограми и демонами. С помощью магов башни Джек пробивается на верхние этажи, где на его глазах Гекуба убивает Хорвата, и чародей получает Сердце Нокса. При игре магом Джек находит Хорвата в его кабинете, затем оба мага телепортируются к Сердцу Нокса. Джек забирает артефакт и заходит в телепорт, чтобы перенестись к Храму Икс, однако появляется Гекуба, которая убивает Хорвата и изменяет точку выхода телепорта Джека — протагонист попадает в подземный мир, населённый демонами, с которыми приходится сражаться, чтобы найти телепорт на поверхность.
- Роковой зверь (англ. Weirdling) — Джек приземляется у ворот деревни Икс и находит чародея Алдвина, который отправляет его в подземный храм Икс, в глубине которого обитает Роковой Зверь — третья составная часть Посоха Забвения. Материал, из которого изготовлена Алебарда — единственный, который не разрушается от прикосновения Зверя, а Сердце Нокса — мощный источник энергии, который заставит Зверя вылезти из вод озера Ксон (англ. Xon). Пройдя через храм и убив множество монстров, герой присоединяет Зверя к Посоху.
- Путешествие через Мрачное болото (англ. Journey through Dismal Swamp) — чтобы Джек мог скрытно добраться до Земли Мёртвых и неожиданно напасть на Гекубу, Джандор высаживает его на Мрачном Болоте, наполненном опасными существами, и даёт указание встретить Мордвина, брата Алдвина. Пробившись через множество врагов и получив от Мордвина мощное снаряжение, Джек выходит к границам Земли Мёртвых.
- Земля мёртвых (англ. Land of the Dead) — Джеку остаётся добавить последний компонент Посоха Забвения — Сферу. Чтобы добраться до артефакта, землянину приходится пробраться вглубь Земли Мёртвых, сражаясь с отрядами нежити и преодолевая ловушки. Получив наконец Сферу и восстановив таким образом посох, Джек встречает Гекубу, которая направляет на него огромную армию. Тем не менее, используя Посох Забвения, Джек с лёгкостью побеждает врагов и отправляется в погоню за королевой некромантов.

### Концовки игры
Действие заключительной главы при игре за воина разворачивается в Подземном мире, куда Гекуба и Джек попадают через телепорт. В этом случае глава так и называется — «Битва в Подземном мире» (англ. Battle in the Underworld). После победы над Гекубой демонстрируется финальный ролик, в котором Джек переносится обратно в свой трейлер; на память о Ноксе ему остаются только корона Гекубы и опалённая причёска.
Финальный бой за чародея происходит в поселении огров Грок Торр — глава называется «Лицом к лицу в Грок Торр» (англ. Showdown in Grok Torr). В ролике после поединка Джека и Гекубы демонстрируется, как герой отдаёт Сферу с заключённой в ней душой королевы некромантов Джандору и просит Капитана взять его на борт своего корабля.
Маг вступает в противоборство с Гекубой в Земле мёртвых (название главы — «Последний бой Гекубы» (англ. Hecubah’s last stand). В заключительном ролике Джеку удаётся победить королеву некромантов и очистить её душу, превратив Гекубу в добрую версию её самой.

## Разработка

Маг, произведший выстрел в дверь из Посоха Огненных Шаров, на скриншоте периода разработки Nox (вверху) и на скриншоте финальной версии в схожей комнате на карте Bunker

Будущий технический директор проекта Майкл Бут начал разработку Nox в январе 1995 года буквально в собственной спальне, вдохновляясь классическими играми, в частности, Gauntlet, Magic: The Gathering и Mortal Kombat. Целью программиста было создание игры, в которой можно было бы не только применять магию, но и отражать её и побеждать противника хитростью, комбинируя различные заклинания. Кроме того, сам Бут заявлял, что стремился воплотить в игре ощущения, которые испытывал при чтении романов в жанре фэнтези, описывающих поединки волшебников (англ. "I was hoping to capture the feel of some of the epic wizard battles I had read about in various fantasy novels"). Изначально для управления персонажем в Nox предполагалось использовать геймпад — вследствие этого возникла особенность игры: для того, чтобы сколдовать заклинание, герой произносит комбинацию нескольких слогов и делает соответствующие им жесты (которые изначально соответствовали определённым кнопкам геймпада; впоследствии такая система была признана слишком сложной). Для финансирования Nox была основана компания Hyperion Technologies, хотя разрабатывали Nox вначале всего два человека — Бут и один из его друзей.
В 1997 году на Game Developers Conference Майкл Бут встретил Джона Хайта, исполнительного продюсера Westwood Studios, и показал ему на своём ноутбуке прототип Nox — на тот момент игра представляла собой дуэль магов на разделённом экране под управлением двух геймпадов. Хайт заинтересовался проектом и начал сотрудничать с разработчиками. В августе 1998 года Westwood выкупила права на Nox, наняла группу разработчиков (на тот момент всего из четверых человек, включая Бута и Хайта), которая переехала в Калифорнию и вошла в состав студии Virgin Irvine (которая после поглощения Westwood в 1998 году корпорацией Electronic Arts была переименована в Westwood Pacific, а в 2003 году — в EA Pacific).
После этого было принято решение добавить к игре, изначально задуманной как чисто сетевая, одиночную кампанию, а также увеличить количество классов.
Диалоги Nox в англоязычной версии озвучены при участии профессиональных актёров, в том числе таких известных как Шон Уильям Скотт, Джоанна Кэссиди, Йен Эберкромби. Кроме того, небольшие роли озвучили ведущие разработчики игры Майкл Бут и Джон Хайт. Музыку для игры написал американский композитор и музыкант Фрэнк Клепаки, и ранее сотрудничавший с Westwood Studios, в том числе при работе над Dune II и играми серии Command & Conquer.
Nox была анонсирована в пресс-релизе Westwood 18 января 1999 года (начало продаж игры было запланировано на осень того же года); проект на тот момент имел существенные отличия от версии, поступившей впоследствии в продажу: так, школ магии было три, а не две (огненная магия, магия «природы и друидов» и магия «иллюзий и обмана» (англ. discipline of illusion and trickery), а в сетевой игре планировались не вошедшие в финальную версию режимы Scavenger Hunt и Hot Potato. Игра была представлена широкой публике в мае на Е3-1999 (там же выставлялась горячо ожидаемая публикой Diablo II). Награды обошли Nox стороной, однако малоизвестная до того игра заслужила лестные отзывы специалистов:

Там была игра, представленная Westwood, под названием Nox, и она выглядела просто фантастически. Нечто вроде Diablo с большим уклоном в экшн и отличной фишкой с ограничением поля зрения.
Оригинальный текст (англ.)There was a game there that Westwood is publishing called Nox that looked absolutely fantastic. Sort of like a more action oriented Diablo with excellent line of site features.— Обозреватель Брэд Уорделл

По-моему, Nox выглядела весьма интересно и, казалось, она возникла из ниоткуда.
Оригинальный текст (англ.)I thought Nox looked really interesting and seems to have just appeared from nowhere— Lee Clare, сотрудник Infogrames

Westwood хорошо продумали и проработали Nox, создав разностороннюю игру с несколькими режимами сетевой игры. Палитре заклинаний разработчиками было уделено особое внимание, а этой области, кажется, придаётся особое значение игроками. На практике же Nox пока что не получает особого внимания, но после того, как ролевые боевики начнут появляться на прилавках, каждый захочет поучаствовать в росте этого жанра, и Nox, возможно, будет в лидерах этого движения.
Оригинальный текст (англ.)Westwood has put a lot of energy and thought to give Nox a total package with several modes of multi-play over Westwood Chat. Nox's palette of spells have received much attention from the design team and that always seem to be the one area of a game which gamers are most concerned with. The bottom line here is that Nox may not be getting much attention now, but after the action/RPG titles hit the shelves, everyone will want to be part of this growing genre. Nox has potential to lead the way— Обозреватель GameDaily

Выглядит чудной игрой… <..> Один из главных сюрпризов выставки, и, наряду с Torment от Interplay, игра, которая может заставить многих забыть о Diablo II… <..> Как я уже сказал ранее в данной статье, это была одна из самых разрекламированных игр на Е3, и, по крайней мере на сегодняшний день, она более чем достойна такой рекламы.
Оригинальный текст (англ.)A marvellous game it looks to be... <..> One of the biggest surprises of the exposition, and along with Interplay's Torment the game that might make gamers forget about Diablo II... As I said earlier in the article, this was one of the most-hyped games at E3; at least for now, it more than lives up to the hype.— Обозреватель GamesFirst

Разработчики Nox Майкл Бут (справа) и Джон Хайт

1 сентября 1999 года на официальном сайте Westwood Studios был раскрыт в общих чертах сюжет Nox: упоминались имя и происхождение главного героя, давалась общая информация о мире и Гекубе, главном отрицательном персонаже игры.
15 ноября был запущен официальный сайт Nox, а через неделю, 22 ноября, на сайте игры был выложен «Набор для создания фан-сайта» (англ. Nox Fan Site Kit), включавший в себя концепт-арт и компоненты графики игры; тогда же был объявлен конкурс на лучший фанатский сайт по Nox, созданный с использованием этого набора для оформления. Также в ноябре Фрэнк Клепаки начал работу над саундтреком Nox; Клепаки позже вспоминал, что получил это задание внезапно, будучи занят работой над другими проектами, и был вынужден действовать «под дулом пистолета» (англ. under the gun). Тем не менее, саундтрек был оценен положительно.
Для подогрева интереса к игре и бета-тестирования Westwood провела в США серию встреч с фанатами, названную Meet Nox Tour. Турне началось в октябре 1999 года в Сан-Франциско и завершилось в Вашингтоне незадолго до выхода игры. Продюсер Nox Джон Хайт позже говорил, что польза от тура была весьма значительной.
В декабре 1999 года на официальном сайте игры появилась возможность отправить по электронной почте открытку с одним из четырёх изображений из Nox.
В январе и феврале 2000 года на ftp-сайте Westwood были выложены несколько коротких роликов, демонстрирующих игровые эпизоды. 9 января 2000 года на сайте Nox были раскрыты пять вошедших в финальную версию режимов сетевой игры.
Демо-версия игры появилась на официальном сайте Westwood 10 февраля 2000 года. Она включала в себя только сетевую игру в режиме «Арена» и три карты для него — Bunker, Estate и FortNox; из трёх классов был доступен только чародей, которому были доступны все заклинания, но из призываемых существ — только горгульи, урчины и каменные големы.

## Выпуск игры и поддержка
Nox был отправлен в печать «золотым» тиражом 25 января 2000 года. Продажи игры начались 16 февраля 2000 года в Северной Америке и 19 февраля в остальном мире. Помимо полноценного основного диска Nox комплектовался «диском для друга», с помощью которого можно было играть только по сети; издатель рассчитывал, что таким образом покупавший игру будет привлекать к сетевой игре кого-то из знакомых. Кроме того, в комплект поставки входило 92-страничное руководство с информацией об игре.
18 февраля 2000 года ресурс iGames.com провёл интернет-турнир по Nox с призовым фондом в 5000 долларов; участвовать в соревновании могли только жители Северной Америки.
Nox дебютировал на четвёртом месте в рейтинге 20 самых продаваемых игр Северной Америки по данным NPD Group за неделю с 13 февраля по 19 февраля, но в дальнейшем терял позиции и к 19 марта выпал из списка

. Тем не менее, в опубликованном 20 марта интервью сайту clanworld.com пиар-директор Westwood Аарон Коэн заявил, что игра хорошо продаётся (англ. "it’s selling well"). Продажи Nox составили около 700 тысяч копий.
7 марта были подведены итоги конкурса фан-сайтов Nox. Лучшим был признан ресурс ALZ’s Alchemy, его создатели получили в награду чек на 4000 долларов, прочие участники — другие призы.
За первые несколько месяцев после релиза разработчики выпустили несколько дополнительных многопользовательских карт; их можно было скачать, просто зайдя в игру и дождавшись, пока сервер поставит эту карту, а также на официальном сайте Nox.
29 марта 2000 года Westwood сообщили о выпуске автоматически загружающегося и устанавливающееся при входе на Westwood Online патча 1.1. Тогда же было объявлено об открытии новых европейских серверов Nox, расположенных в лондонском отделении Westwood.
26 мая 2000 года было объявлено о проведении в течение июня первого этапа Кубка Мира по Nox (англ. "Nox World Cup"). По двое победителей четырёх отборочных зон (которыми являлись Южная Корея, США, Канада и Тайвань) 16-18 августа разыграли в штаб-квартире Westwood в Лас-Вегасе титул Великого Чемпиона Nox (англ. "Nox Grand Champion") при судействе самого автора игры Майкла Бута. Великим Чемпионом Nox стал маг Тоби Ли под ником Hadok3n, все финалисты получили призы.
9 июня 2000 года в сети появилась информация о готовящемся бесплатном дополнении NoxQuest, дополняющем Nox режимом совместного прохождения, отсутствие которого критиковали некоторые обозреватели и поклонники. Тем не менее, в NoxQuest игроки (максимальное количество которых равно шести) проходят не сюжетную кампанию, как, к примеру, в Diablo, а набор особых карт, связанных системой переходов. Прохождение осложняют сложная структура карт-лабиринтов и обелиски, призывающие монстров до своего разрушения. При возобновлении игры можно использовать переходы, чтобы попасть на уровень, на котором игрок закончил прохождение в предыдущий раз. 22 декабря 2000 года было выпущено обновление, которое позволило возобновлять прохождение до 70-го уровня. Дополнение было принято сдержанно: обозреватели критиковали однообразие геймплея и преобладание соревновательноти над взаимопомощью, отмечая также, что вышедший примерно в то же время Diablo II затмил NoxQuest.
1 августа одновременно с Nox Quest был выпущен автоматически устанавливаемый, а позже и доступный для скачивания отдельно, без дополнения, патч 1.2.
Майкл Бут упоминал в интервью, что из-за стеснённости разработчиков во времени и ресурсах многие идеи воплотить в Nox не удалось. К примеру, для более качественной проработки одиночной кампании было принято решение отказаться от кооперативного режима прохождения, не были внедрены некоторые ветви сюжета, предметы и заклинания (текстуры не вошедших в финальную версию вещей находятся в файлах игры, а заклинания после внесения некоторых изменений даже можно сделать доступными для применения); не была реализована возможность игры женским персонажем и автогенерации карт. Команда разработчиков Nox обсуждала выпуск дополнения или полноценного продолжения Nox, в котором, возможно, вновь фигурировала бы Гекуба; создатели игры планировали использование нового трёхмерного движка и хотели сделать новую часть Nox "по-настоящему революционной, однако Westwood Pacific занялась разработкой игр серии Command & Conquer, а после ликвидации подразделения в начале 2003 года Electronic Arts прекратила поддержку Nox.

## Отзывы и критика
| Сводный рейтинг       | Сводный рейтинг |
| Агрегатор             | Оценка          |
| --------------------- | --------------- |
| GameRankings          | 81,45 %         |
| Game Ratio            | 83 %            |
| Metacritic            | 8,6/10          |
| Иноязычные издания    |                 |
| Издание               | Оценка          |
| 1UP.com               | C+              |
| AllGame               | [ 29 ]          |
| GamePro               | [ 51 ]          |
| GameRevolution        | B+              |
| GameSpot              | 8,1 из 10       |
| IGN                   | 8,9/10          |
| PC Gamer (US)         | 89 %            |
| Русскоязычные издания |                 |
| Издание               | Оценка          |
| Game.EXE              | 3,5/5           |
| «Игромания»           | 7,9/10          |
| «НИМ»                 | 7,8/10          |
| «Страна игр»          | 9/10            |

Обозреватели были едины в высокой оценке графики игры и дизайна уровней. Так, Крис Хардинг, автор Avault, заявил, что графика Nox — одна из самых впечатляющих в истории двухмерных игр, обозреватель IGN выделил красоту окружения, детализацию и анимацию монстров, а рецензент сайта Game Revolution описал Nox как «чёткое, аккуратное и красивое воплощение фэнтезийного мира, ничего не теряющее от отсутствия третьего измерения», особо отметив нетребовательность игры к мощности компьютера даже при максимальных настройках качества. Похвал удостоился также интерфейс: журналист GameSpot назвал его «наиболее удобным из всех когда-либо представленных в подобных играх», а сотрудник IGN Трент Уорд отозвался так: «интерфейс Nox требует небольшого привыкания, но когда вы с ним разберётесь, то, вероятно, будете разочарованы любым другим». Динамичный геймплей заслужил хвалебные отзывы большинства рецензентов, нашедших его весьма увлекательным, однако журналист Game.EXE счёл игру излишне однообразной и был разочарован недостатком элементов ролевой игры, а авторы «Навигатора игрового мира» отметили, что игра с удовольствием проходится, но и легко забывается.
Музыка, сочинённая американским композитором Фрэнком Клепаки, также была принята тепло: к примеру, автор российского сайта 3dnews.ru под ником Dr.Aiboleath заявил, что музыка к каждой главе подобрана блистательно, а авторы allgame.com и Avault.ru описали саундтрек игры как один из лучших, что им довелось слышать. Хорошие отзывы получило также озвучивание персонажей, однако звуковое оформление игры вызвало и нарекания, в частности, раздражающей называли фирменную деталь Nox — прочтение заклинаний вслух.
Сюжет Nox однозначной оценки не получил: с одной стороны, обозреватели критиковали его незатейливость, линейность и скоротечность (аналитик 3dnews.ru предположил, что игра по этим причинам не сможет надолго увлечь игрока, а автор avault.com высказал опасения, что это будет усугублено отсутствием случайной генерации карт), с другой — отмечали хорошую проработку и глубину мира, одобряли самоиронию, а также сочли удачной идею изложения предыстории игры во время установки.
Сетевой режим игры заслужил в основном положительные отзывы. Критики хвалили сочетание динамичности, давшей GameSpot основания сравнить многопользовательский режим Nox с «изометрическим Quake с мечами и магией», и гибкости игры, позволяющей использовать множество разнообразных тактик и комбинаций заклинаний, особенно в режиме «захват флага», что нетипично для шутеров от первого лица,. Тем не менее, некоторые авторы отмечали, что хотели бы видеть в Nox режим совместного прохождения, аналогичный таковому у Diablo.
Внешнее сходство (наличие изометрической проекции и фэнтезийный антураж) привело к тому, что и до, и после выпуска Nox постоянно сравнивали с Diablo; однако обозреватели отмечали также совершенно иную игровую механику и заключали, что сходство с игрой Blizzard Entertainment поверхностно. Отмечалось также наличие у Nox общих черт с Gauntlet, Quake, Baldur’s Gate, Ultima. 3dnews.ru закончил свою рецензию следующим сравнением с известными играми того же жанра:
Nox должен был выйти на пяти, нет, десяти дисках с ветвящимся сюжетом и чуть-чуть более сильной ролевой частью, ибо Nox - это правильно. Правильный Diablo - это Nox (тут есть сюжет), правильные Аллоды - это Nox (это настоящий мир ролевой игры). Даже, и я не боюсь это произнести вслух, правильная Ultima IX - это Nox. Одно лишь плохо: Nox - это неправильный Nox. Не тот Nox, которого мы ждали; турист среди аборигенов, совершающий плановый отдых по установленной в путевке квоте.
Средние баллы на агрегаторах также свидетельствовали о в целом одобрительном приёме: средняя оценка на GameRankings составляет 81,45 %, на MetaCritic — 8,6/10, посетители GameRatio поставили игре 83 %, а GameStats — 8,4/10.